# Paralelo 8 norte
El paralelo 8 norte es un paralelo que está 8 grados al norte del plano ecuatorial de la Tierra.
Comenzando en el meridiano de Greenwich en la dirección este, el paralelo 8° Norte pasa sucesivamente por:
| País, territorio o mar           | Notas |
| -------------------------------- | --- |
| Ghana                            | Pasa por el Lago Volta |
| Togo                             | |
| Benín                            | |
| Nigeria                          | |
| Camerún                          | |
| Chad                             | |
| República Centroafricana         | |
| Sudán                            | |
| Etiopía                          | |
| Frontera entre Etiopía y Somalía | |
| Somalia                          | |
| Océano Índico                    | Mar Arábigo Canal de los Ocho Grados - pasa al sur de la Isla Minicoy, India Mar de Laquedivas - pasa al sur del Cabo Comorim, India |
| Sri Lanka                        | |
| Océano Índico                    | Bahía de Bengala |
| India                            | Islas Katchal, Camorta y Nancowry, India                                                                                             |
| Océano Índico                    | Mar de Andaman |
| Tailandia                        | Islas Phuket e Isla Ko Yao Yai, y parte continental                                                                                  |
| Golfo de Tailandia               | |
| Mar de la China Meridional       | |
| Filipinas                        | Isla de Balabac |
| Mar de Sulu                      | |
| Filipinas                        | Isla Mindanao |
| Océano Pacífico                  | Pasa al sur del atolón Kayangel, Palaos Pasa al sur de la isla Pikelot, Micronesia                                                   |
| Islas Marshall                   | Atolón Namu |
| Océano Pacífico                  | Pasa al sur del Atolón Aur, Islas Marshall                                                                                           |
| Panamá                           | |
| Océano Pacífico                  | Golfo de Panamá |
| Panamá                           | |
| Colombia                         | Pasa por los municipios de San Martín (Cesar), Villa Caro, Lourdes, Gramalote, El Zulia y Cúcuta (Norte de Santander)                |
| Venezuela                        | Pasa por Ureña (Tachira) y Ciudad de Nutrias (Barinas).                                                                              |
| Guyana                           | Territorio reclamado por Venezuela                                                                                                   |
| Océano Atlántico                 | |
| Sierra Leona                     | |
| Liberia                          | |
| Guinea                           | |
| Costa de Marfil                  | |
| Ghana                            | Pasa por el Lago Volta |